# Liste der Wasserlandeplätze in Deutschland
Liste der Wasserlandeplätze der Allgemeinen Luftfahrt (General Aviation) in Deutschland, die auf der ICAO-Karte verzeichnet sind. Auf der Karte sind die Sonderlandeplätze mit einem Ankersymbol gekennzeichnet.
Auf der aktuellen ICAO-Karte sind drei Wasserfluggelände (für Wasserflugzeuge) eingezeichnet. Informationen über die Bedingungen, unter denen diese Flugplätze benutzbar sind, gibt es bei den Genehmigungsinhabern der Sonderlandeplätze. In der Ausgabe des Luftfahrthandbuchs von 2023 ist nur der Wasserlandeplatz Sedlitzer See veröffentlicht. Dieser führt als einziger einen ICAO-Code. Darüber hinaus gibt es mehrere Außenlandegenehmigungen für Wasserflugzeugbetreiber.
| Bezeichnung      | Stadt     | Lage                         | Bundesland         | Bemerkung |
| ---------------- | --------- | ---------------------------- | ------------------ | --- |
| Flensburg-Sonwik | Flensburg | 54° 49′ 18″ N, 9° 26′ 42″ O  | Schleswig-Holstein | Der Wasserlandeplatz im Stadtteil Mürwik liegt heute bei Sonwik unweit des ehemaligen Standortes Fahrensodde. |
| Hubertshöhe      | Storkow   | 52° 14′ 23″ N, 13° 58′ 19″ O | Brandenburg        | |
| Sedlitzer See    | Welzow    | 51° 33′ 28″ N, 14° 6′ 18″ O  | Brandenburg        | ICAO-Code: EDUY                                                                                               |

## Ehemalige Wasserlandeplätze
| Bezeichnung            | Stadt          | Lage                         | Bundesland             | Bemerkung                                        |
| ---------------------- | -------------- | ---------------------------- | ---------------------- | ------------------------------------------------ |
| Hamburg-Norderelbe     | Hamburg        | 53° 32′ 14″ N, 9° 59′ 35″ O  | Hamburg                | Wasserlandplatz Hamburg-Norderelbe zurückgezogen |
| Schwielowsee           | Werder (Havel) | 52° 20′ 11″ N, 12° 57′ 18″ O | Brandenburg            | Zulassung 31. Dezember 2010 ausgelaufen          |
| Baltic Seabase Rostock | Rostock        | 54° 7′ 21″ N, 12° 5′ 31″ O   | Mecklenburg-Vorpommern |                                                  |